# Спиричуъл
Спиричуъл (от английски: Spiritual – „духовен“) е религиозна песен, създадена от поробените африканци в САЩ. Възниква в края на 19-и и началото на 20 век, въз основа на европейски протестантски химни и вследствие покръстването на цветнокожите. Текстовете са върху библейски легенди, приспособени към начина на живот на чернокожите и примесени с техния фолклор. Спиричуъл значително спомага за възникването и развитието на джаза.